# Jacques Louis David
Jacques-Louis David (30. kolovoza 1748., Pariz – 29. prosinca 1825., Bruxelles) bio je francuski slikar, glavni predstavnik klasicizma u francuskom slikarstvu, revolucionar i jedan od prvih propagandnih umjetnika.

## Život i djelo
Jacques-Louis David je rođen u pariškoj građanskoj obitelji trgovaca. Od 1775. do 1780. god. boravio je u Rimu gdje su na njega veliki utjecaj izvršili Rafaelova djela i antički kipovi. Oduševljen arheološkim otkrićima Pompeja i Herkulaneja, po povratku je studirao antičku umjetnost i crtao po njezinim motivima.
Crtežom kao temeljnim likovnim elementom slika herojske i patetične kompozicije. Sliku gradi na liku odnosno grupi likova koje modelira u reljefnoj modelaciji, izrazito hladnim koloritom u jednostavnom arhitektonskom okruženju (Zakletva Horacija; Andromaha nad mrtvim Hektorom). David je najsnažnije od svih izrazio duh svoga vremena. On je bio jedan od prvih pobornika Francuske revolucije i Robespierrov prijatelj, te se njegov rad odlikuje moralnom strogoćom, trezvenošću i hladnom ozbiljnošću koje je preuzeo iz antičke umjetnosti pod tutorstvom Joseph-Marie Viena, pionira klasicizma i direktora Francuske akademije u Rimu. Njegova slika Zakletva Horacija, iako ju je naručio grof od Angivilliera za kralja, prepuna je osobnih republikanskih osjećaja. No, pored toga, slika izražava sklonost k intenzivnom iluzionizmu antike i slavi vrline kao što su hrabrost, suzdržanost, poštovanje zakona i domoljublje.
U doba Revolucije David je bio izrazito politički aktivan, te je bio i član Konventa, te je bio među onima koji su 1793. tražili kraljevu smrt. Godine 1790. dobio je narudžbu da naslika Zakletvu u dvorani Jeu de Paume, koja je ostala nedovršena. Tada je slikao i moderne teme (Mrtvi Marat, u nekoliko inačica); crtao je antičke kostime za kazališta i povorke; nacrte za pokućstvo i dekoracije.
Pad Robespierra i promjena političke klime doveli su do njegova utamničenja 1794. god. Kada je oslobođen, na molbu njegove žene, rojalistice, naslikao je Sabinjanke (epizodu iz Otmici Sabinjanki iz rimske povijesti (1799.). Slika je protumačena kao poziv na pomirbu te je umjetniku pomogla da ponovno stekne ugled i položaj.
David je Napoleona upoznao kao 28-godišnjeg generala kojeg je David vidio kao junaka. Kad je bio u opasnosti zbog svog prijateljstva s Robespierrom, upravo mu je Napoleon ponudio tajno skrovište u svom taboru u Italiji. Kako bi ovjekovječio njegov lik, David je naslikao njegov proboj preko Alpa (Napoleon prelazi Alpe) 1801. god. u slici u kojoj se miješaju stvarnost i mašta, a lik Napoleona dobiva mitsku dimenziju.
U doba Carstva Napoleon ga je imenovao dvorskim slikarom (1804.), te postaje glavni glorifikator Carstva (Krunidba Napoleona I.), portretira Cara, članove obitelji i predstavnike tadašnje društvene elite (Madame Récamier, harmonična kompozicija tipična za stil ampira). Davidov portret u punoj veličini – Napoleon u radnoj sobi, savršen je primjer čiste propagande. Napoleon kao kip antičke mirnoće uzdiže se na razinu junaka, uzor moralne vrline.
Nakon restauracije Bourbonaca prognan je iz Francuske i u Bruxellesu slika mitološke scene i portrete (Amor i Psiha, Tri dame iz Ganda). David je umro u izgnanstvu ne dočekavši carski ukaz koji bi mu omogućio da se vrati u Francusku. »Što sam morao učiniti za Francusku, učinio sam«, napisao je svom učeniku Grosu malo prije smrti, »Ustanovio sam divnu školu… Stvorio sam klasična djela koja će svi proučavati.«
Presudno je utjecao na francusku i europsku umjetnost kao učitelj i uzor Gérardu, Grosu, Ingresu i dr. Diljem svijeta imao je brojne epigone.

## Galerija
- Sokratova smrt (1787.), Metropolitan, New York.
- Portret Monsieura Lavoisiera i njegove žene (1788.), Metropolitan, New York.
- Liktori donose Brutu njegova mrtvog sina (1789.), Louvre, Pariz.
- Nedovršeni portret generala Bonapartea (1798.),  Louvre, Pariz.
- Portret Madame Récamier (1800.), Louvre, Pariz.
- Krunidba Napoleona I., (1806.),  Louvre, Pariz.
- Napoleon u svojoj radnoj sobi (1812.), Državna galerija umjetnosti, Washington.
- Leonida u Bitci kod Termopile (1814.),  Louvre, Pariz.